# 利约梅尔
利约梅尔（法語：Liomer）是法国皮卡第大区索姆省的一个市镇，属于亚眠区奥尔努瓦堡县。该市镇2009年时的人口为397人。

## 人口
利约梅尔人口变化图示
| 数据来源：INSEE |